# NEEMO

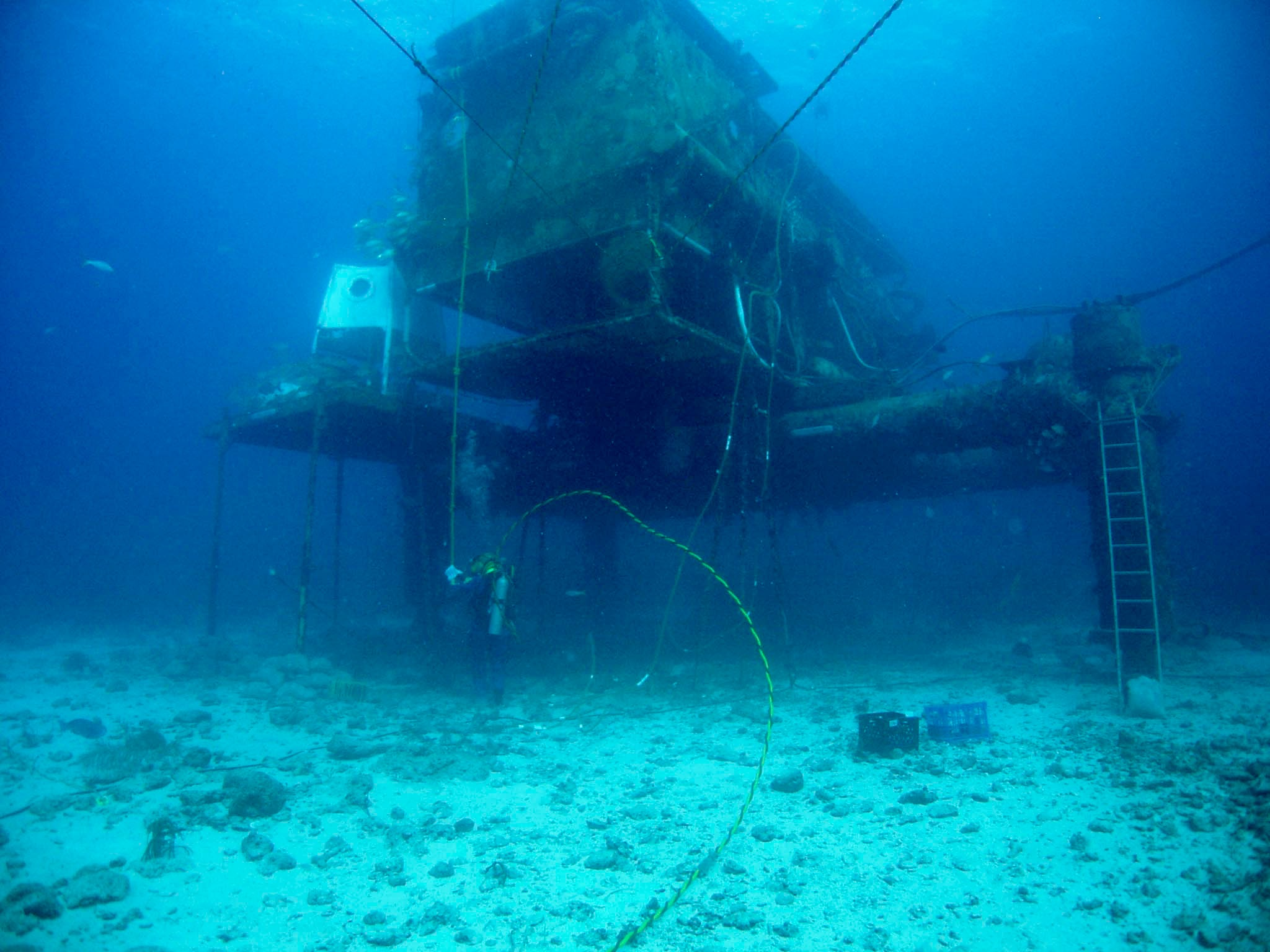
Un membre de l'équipe NEEMO 11 s'activant près de l'Aquarius au cours d'une sortie extravéhiculaire.

NEEMO (NASA Extreme Environment Mission Operations) est le nom d'un programme de la NASA destiné à isoler des groupes de scientifiques dans un milieu clos dans le but d'étudier les comportements et réactions des personnes soumises à des conditions similaires à celles que rencontrerait un équipage d'un vaisseau spatial éloigné et isolé de la Terre au cours d'un long séjour. Depuis 2001, la NASA utilise l'Aquarius, un laboratoire habitable situé près de Key Largo en Floride, pour une série de missions d'une durée variant généralement entre 10 et 14 jours, avec des expériences dirigées par des astronautes et des employés de la NASA. Les membres d'équipage sont appelés des aquanautes car les sorties extravéhiculaires se font dans l'eau. La NOAA, qui rencontre de grandes difficultés budgétaires pour assurer le remplacement de ses satellites météorologiques, a vendu le laboratoire Aquarius fin 2012, après la mission NEEMO 16. L'équipement a été racheté par la Florida International University (FIU). Après une remise en route en 2013 lors de SEATEST II, de nouvelles missions NEEMO ont été effectuées à partir de 2014.
En 2019, une nouvelle simulation est lancée, au large de la Floride cette fois, pour tester de nouvelles technologies d'exploration lunaire. Les astronautes ne vivent pas sous l'eau cette fois mais rentrent tous les soirs pour dormir sur l'île de Santa Catalina.

## Missions

### NEEMO 1: du 21 au 27 octobre 2001

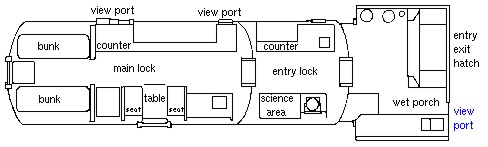
Plan d'Aquarius.

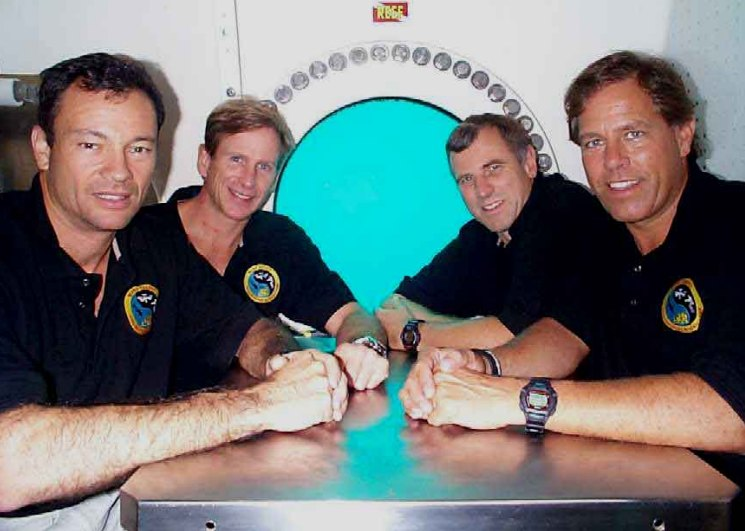
Le premier équipage de NEEMO, de gauche à droite : au premier plan, Mike López-Alegría et Bill Todd, au fond, Mike Gernhardt et Dave Williams

Équipage d'aquanautes de la NASA :
- Bill Todd (en), commandant[2]
- Michael L. Gernhardt
- Miguel López-Alegría
- Dafydd Williams, CSA

Équipage de soutien du NURC :
- Mark Hulsbeck (en)
- Ryan Snow

### NEEMO 2: du 13 au 20 mai 2002
Équipage d'aquanautes de la NASA :
- Michael Fincke, commandant[2],[3]
- Daniel M. Tani
- Sunita Williams
- Marc Reagan (en)

Équipage de soutien du NURC :
- Thor Dunmire
- Ryan Snow

### NEEMO 3: du 15 au 21 juillet 2002
Équipage d'aquanautes de la NASA :
- Jeffrey Williams, commandant[2],[4]
- Gregory Chamitoff
- John D. Olivas
- Jonathan Dory (en)

Équipage de soutien du NURC :
- Byron Croker
- Michael Smith

### NEEMO 4: du 23 au 27 septembre 2002

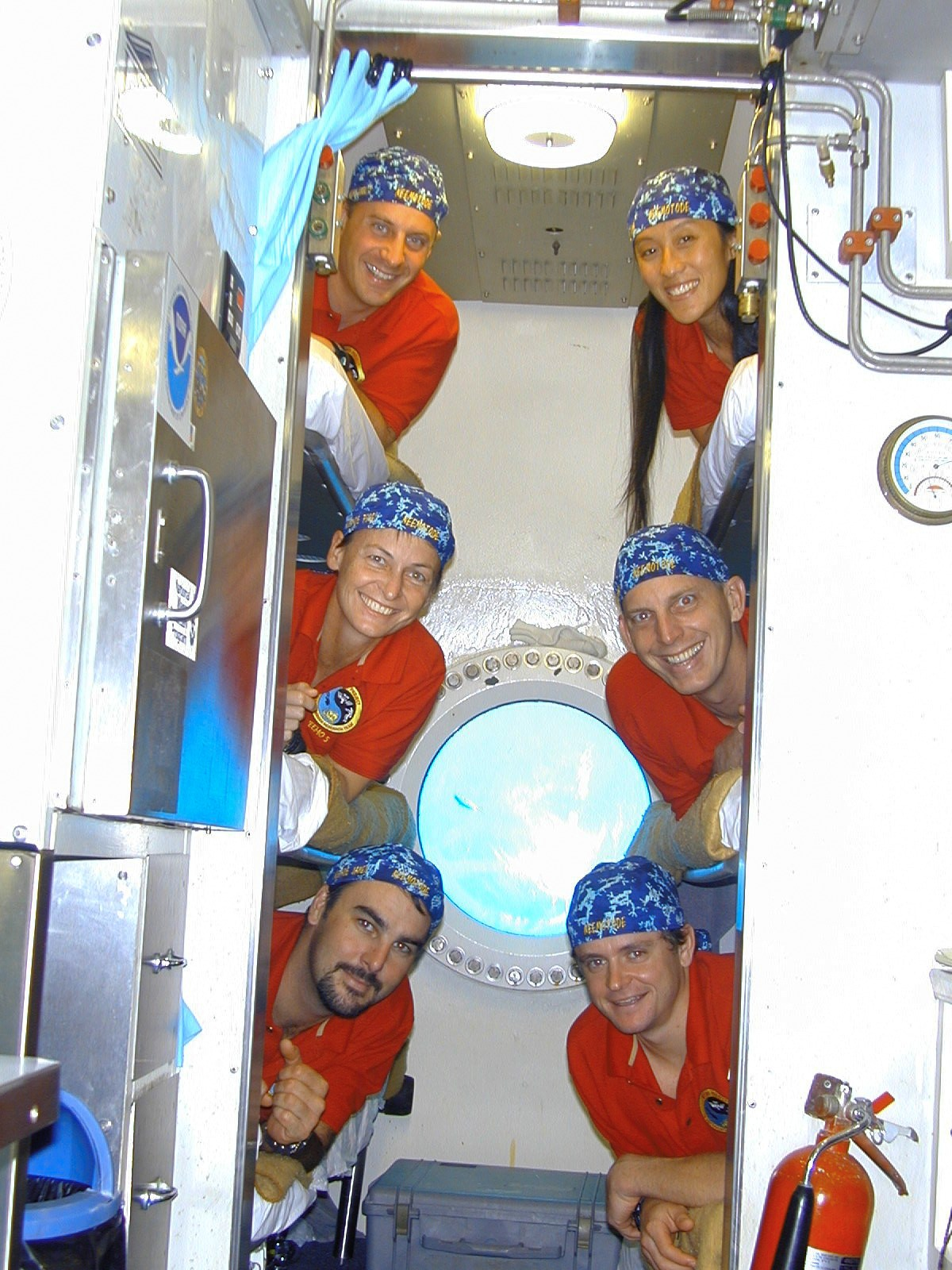
Les membres d'équipage de NEEMO 5 sont représentés dans le dortoir à bord de l'habitat d'Aquarius. En haut, de gauche à droite : Reisman, Hwang ; au centre : Whitson, Anderson ; en bas : Talacek, Snow.

Équipage d'aquanautes de la NASA :
- Scott Kelly, commandant[2],[5],[6],[7]
- Paul Hill (en)
- Rex Walheim
- Jessica Meir

Équipage de soutien du NURC :
- James Talacek (en)
- Ryan Snow

### NEEMO 5: du 16 au 29 juin 2003
Équipage d'aquanautes de la NASA :
- Peggy Whitson, commandant[2],[8],[9],[10]
- Clayton Anderson
- Garrett Reisman
- Emma Hwang (en)

Équipage de soutien du NURC :
- James Talacek (en)
- Ryan Snow

### NEEMO 6: du 12 au 21 juillet 2004
Équipage d'aquanautes de la NASA :
- John Herrington, commandant[11],[12]
- Nicholas Patrick
- Douglas H. Wheelock
- Tara Ruttley (en)

Équipage de soutien du NURC :
- Craig B. Cooper (en)
- Joseph March
- Marc Reagan (en), directeur de mission

### NEEMO 7: du 11 au 22 octobre 2004
Équipage d'aquanautes de la NASA :
- Robert Thirsk, commandant[13],[14],[15]
- Catherine Coleman
- Michael R. Barratt
- Craig McKinley (en)

Équipage de soutien du NURC :
- James Talacek (en)
- Billy Cooksey

- Bill Todd (en), directeur de mission

### NEEMO 8: du 20 au 22 avril 2005
Équipage d'aquanautes de la NASA :
- Michael L. Gernhardt, commandant[16],[17]
- John D. Olivas
- Scott Kelly
- Monika Schultz

Équipage de soutien du NURC :
- Craig B. Cooper (en)
- Joseph March

- Bill Todd (en), directeur de mission

### NEEMO 9: du 3 au 20 avril 2006

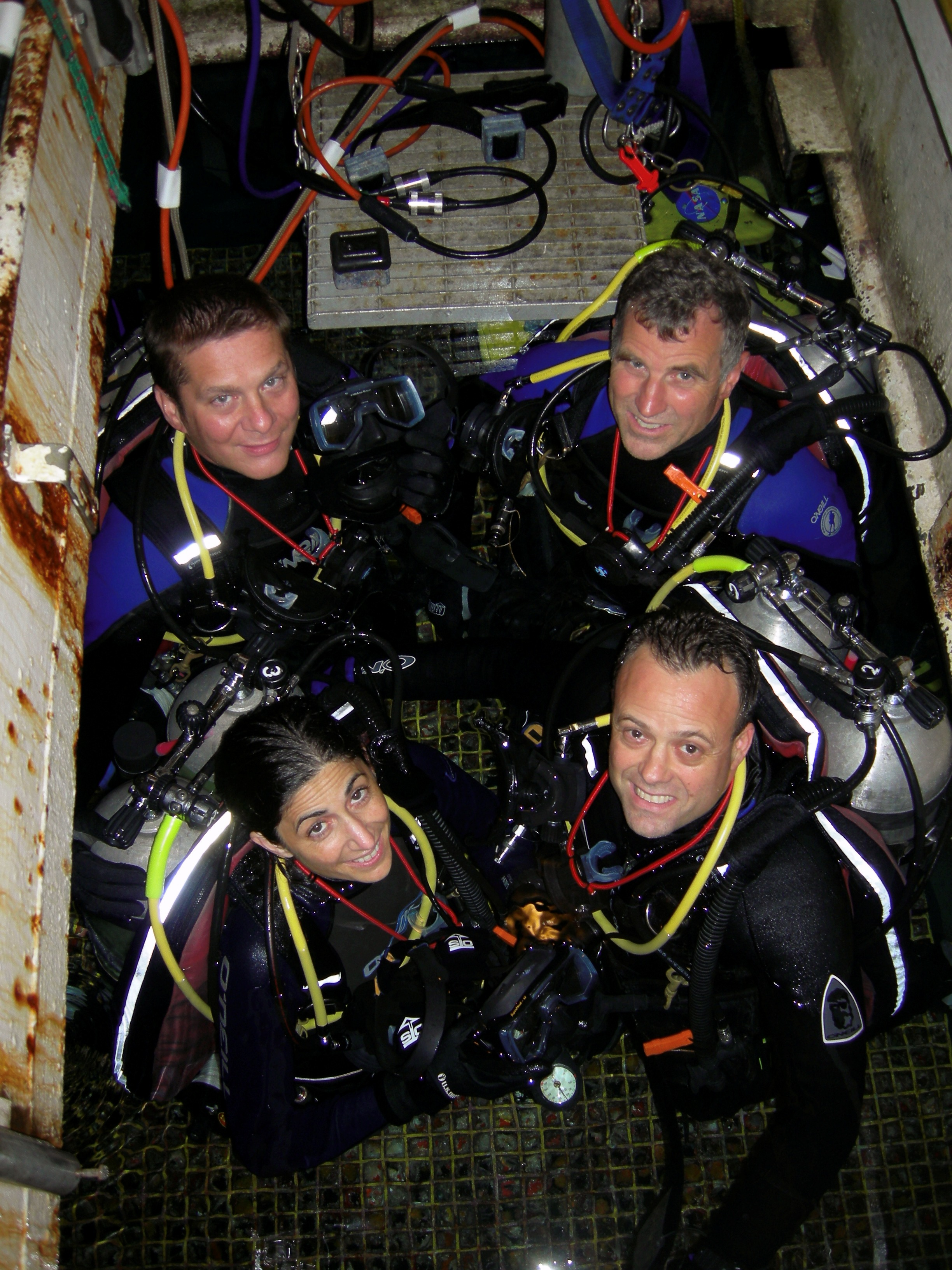
L'équipage de NEEMO 9 : De gauche à droite, au fond : Broderick, Williams, au premier plan : Stott, Garan.

Équipage d'aquanautes de la NASA :
- Dafydd Williams, commandant[18],[19]
- Nicole P. Stott
- Ronald J. Garan, Jr.
- Timothy J. Broderick (en), M.D.

Équipage de soutien du NURC :
- James F. Buckley
- Ross Hein

- Marc Reagan (en), directeur de mission

### NEEMO 10: du 22 au 28 juillet 2006
Équipage d'aquanautes de la NASA :
- Kōichi Wakata, commandant[20],[21]
- Andrew J. Feustel
- Karen L. Nyberg
- Karen Kohanowich (en)

Équipage de soutien du NURC :
- Mark Hulsbeck (en)
- Dominic Landucci (en)

- Marc Reagan (en), directeur de mission

### NEEMO 11: du 16 au 22 septembre 2006
Équipage d'aquanautes de la NASA :
- Sandra Magnus, commandant[22],[23]
- Timothy Kopra
- Robert L. Behnken
- Timothy Creamer

Équipage de soutien du NURC :
- Larry Ward
- Roger Garcia

- Marc Reagan (en), directeur de mission

### NEEMO 12: du 7 au 18 mai 2007
Équipage d'aquanautes de la NASA :

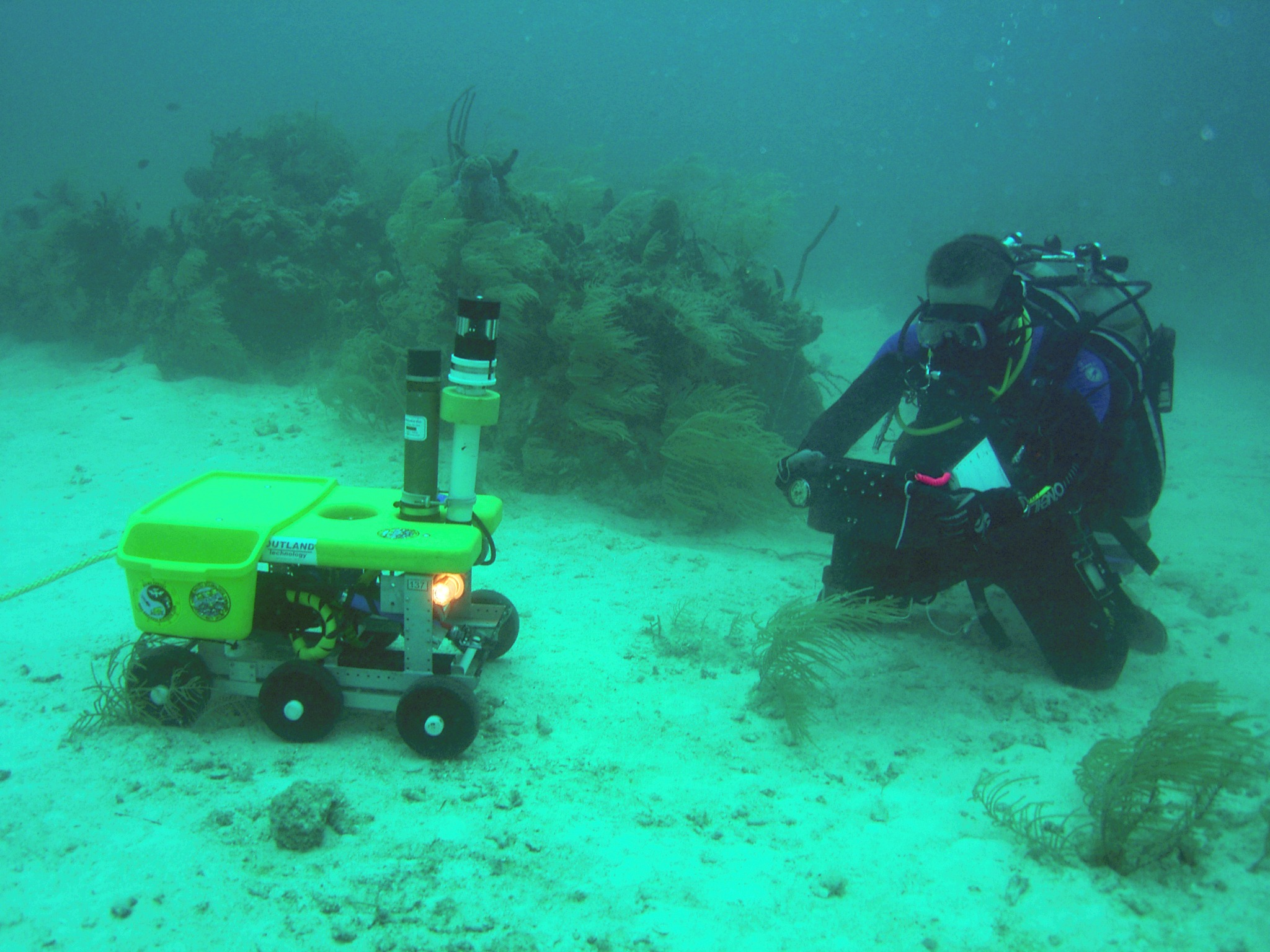
L'aquanaute Broderick, de la mission NEEMO 12, travaille avec un ROV, nommé Scuttle.

- Heidemarie Stefanyshyn-Piper, commandant[24],[25]
- José M. Hernández
- Josef Schmid (en), M.D.
- Timothy J. Broderick (en), M.D.

Équipage de soutien du NURC :
- Dominic Landucci (en)
- James Talacek (en)

- Marc Reagan (en), directeur de mission

### NEEMO 13: du 6 au 15 août 2007
Équipage d'aquanautes de la NASA :
- Nicholas Patrick, commandant[26],[27]
- Richard R. Arnold
- Satoshi Furukawa
- Christopher E. Gerty (en)

Équipage de soutien du NURC :
- James F. Buckley
- Dewey Smith (en)

- Marc Reagan (en), directeur de mission

### NEEMO 14: du 10 au 23 mai 2010
Équipage d'aquanautes de la NASA :
- Chris Hadfield, commandant[28],[29],[30]
- Thomas H. Marshburn
- Andrew Abercromby (en)
- Steve Chappell (en)

Équipage de soutien de l'Aquarius Reef Base :
- James Talacek (en)
- Nate Bender

- Bill Todd (en), directeur de mission

### NEEMO 15: du 20 au 26 octobre 2011
Équipage d'aquanautes de la NASA :
- Shannon Walker, commandant[31],[32]
- Takuya Onishi
- David Saint-Jacques
- Steve Squyres

Équipage de soutien de l'Aquarius Reef Base :
- James Talacek (en)
- Nate Bender

Équipage du sous-marin DeepWorker 2000 (en) :
- Stanley G. Love[31]
- Richard R. Arnold
- Michael L. Gernhardt

### NEEMO 16: du 11 au 22 juin 2012

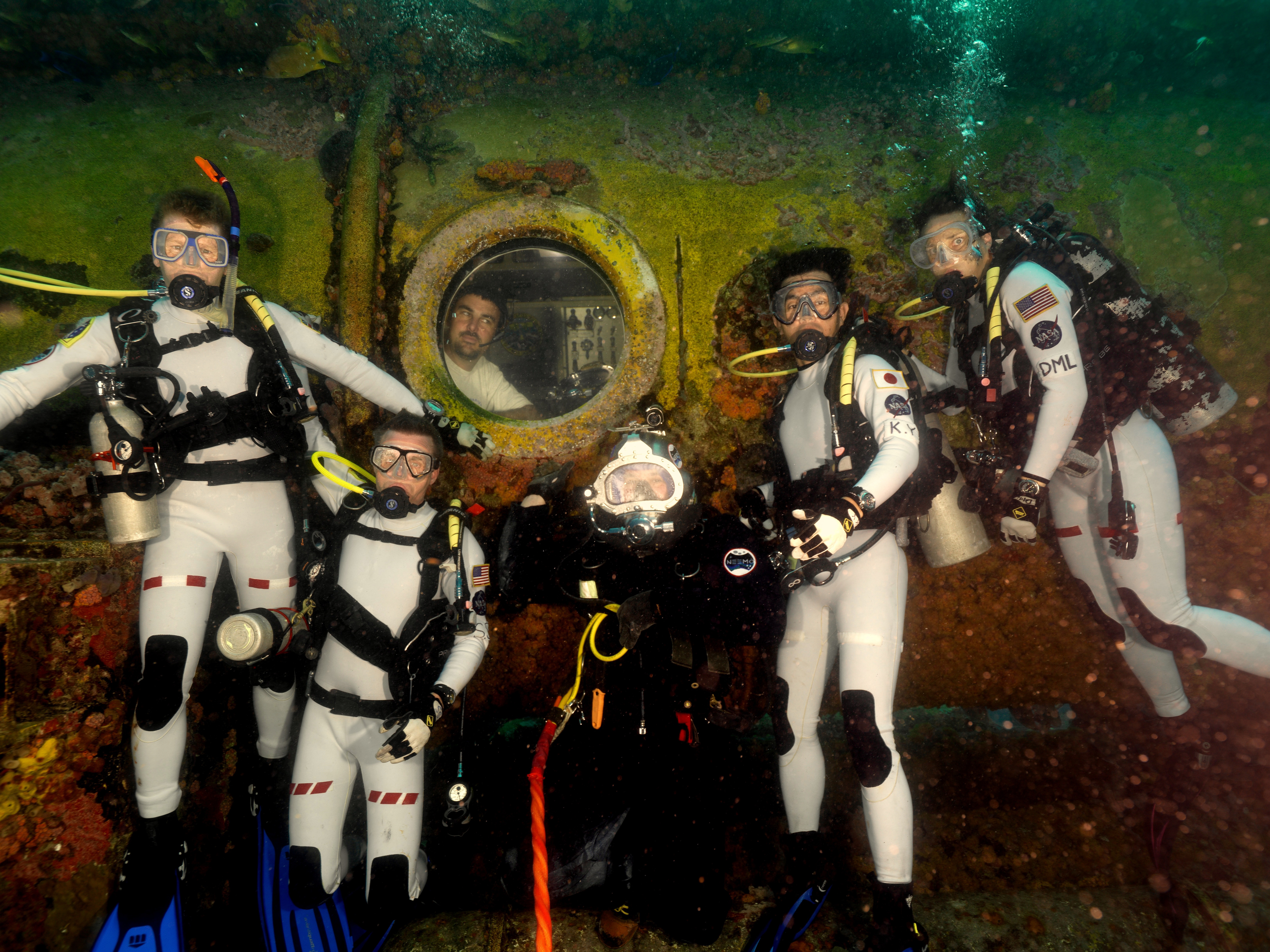
L'équipage de NEEMO 16 : De gauche à droite, Peake, Squyres, Brown, Yui, Metcalf-Lindenburger ; à l'intérieur de l'habitat : Talacek.

Cette mission devait être la dernière car le laboratoire Aquarius devait être fermé fin 2012 à la suite des difficultés budgétaires rencontrées par son ancien propriétaire la NOAA
Équipage d'aquanautes de la NASA :
- Dorothy Metcalf-Lindenburger, commandant[34],[35],[36]
- Kimiya Yui
- Timothy Peake
- Steve Squyres

Équipage de soutien de l'Aquarius Reef Base :
- James Talacek (en)
- Justin Brown (en)

Équipage du sous-marin DeepWorker 2000 (en) :
- Stanley G. Love[37],[38],[39],[40]
- Steve Giddings
- Serena M. Auñón
- Bill Todd (en)
- Michael L. Gernhardt
- Andrew Abercromby (en)
- Steve Chappell (en)

### SEATEST II: du 9 au 13 septembre 2013
Space Environment Analog for Testing EVA Systems and Training 
( NEEMO 17 ) Programme non précisé
Équipage d'aquanautes de la NASA :
- Joseph M. Acaba, commandant
- Kate Rubins
- Andreas Mogensen
- Soichi Noguchi
- Thomas Pesquet

Équipage de soutien de l'Aquarius Reef Base :
- Mark Hulsbeck (en)
- Otto Rutten

### NEEMO 18: du 21 au 29 juillet 2014
Équipage d'aquanautes de la NASA :
- Akihiko Hoshide, commandant[42],[44]
- Jeanette J. Epps
- Mark T. Vande Hei
- Thomas Pesquet

### NEEMO 19: du 7 au 13 septembre 2014
Équipage d'aquanautes de la NASA :
- Randolph Bresnik, commandant[42],[44]

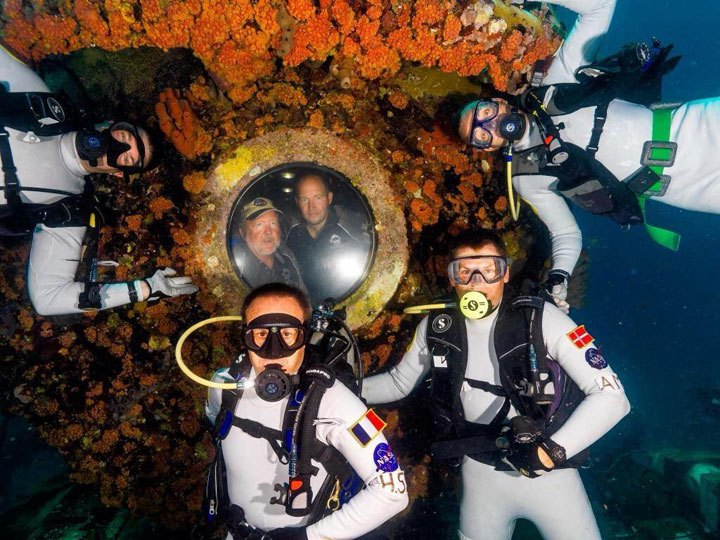
L'équipage du NEEMO 19 : de gauche à droite: Hansen, Stevenin, Mogensen, Bresnik; inside habitat: Hulsbeck, LaPete.

- Andreas Mogensen, ingénieur de vol 1
- Jeremy Hansen, ingénieur de vol 2
- Hervé Stevenin[45], ingénieur de vol 3

Équipage de soutien de l'Aquarius Reef Base :
- Mark Hulsbeck (en)
- Ryan LaPete
- Eli Quinn, directeur de mission

### NEEMO 20: du 20 juillet au 2 août 2015
Équipage d'aquanautes de la NASA :
- Luca Parmitano, commandant (ESA)
- Serena Auñón, ingénieur de vol 1 (NASA)
- David Coan, ingénieur de vol 2 (NASA)
- Norishige Kanai, ingénieur de vol 3 (JAXA)

Équipage de soutien de l'Aquarius Reef Base :
- Mark Hulsbeck (en)
- Sean Moore

### NEEMO 21: du 21 juillet au 05 août 2016
Équipage d'aquanautes de la NASA :
- Reid Wiseman, Commandant 1 (NASA)
- Megan McArthur, Commandant 2 (NASA)
- Marc O Griofa, Médecin (NASA)
- Matthias Maurer (ESA)
- Noel Du Toit
- Dawn Kernagis

Équipage de soutien de l'Aquarius Reef Base :
- Hank Stark (FIU)
- Sean Moore (FIU)

### NEEMO 22: du 17 juin au 28 juin 2017
Équipage d'aquanautes de la NASA :
- Kjell Lindgren, Commandant (NASA)
- Pedro Duque (ESA)
- Trevor Graff (Jacobs Engineering)
- Dom D'Agostino (FIU)

Équipage de soutien de l'Aquarius Reef Base :
- Mark Hulsbeck (en) (FIU)
- Sean Moore (FIU)

### NEEMO 23: du 10 au 22 juin 2019
Équipage d'aquanautes entièrement féminin de la NASA : 
- Samantha Cristoforetti, commandante (ESA)
- Jessica Watkins, candidate astronaute (NASA)
- Csilla Ari D'Agostino, neurobiologiste à l'université du Sud de la Floride
- Shirley Pomponi, biologiste marine à l'Institut océanographique de Harbor Branch de l'Université atlantique de Floride

### NEEMO NXTː aout 2019[1]
- Andrew Feustel (NASA) (test de combinaison)
- Thomas Pesquet (ESA) (test de véhicule sous marins)
- Norishige Kanai (JAXA)